# 8-Bit Rebellion!
8-Bit Rebellion! è un videogioco sviluppato da Artificial Life Inc. per iPhone, iPod touch e iPad, basato su immagini e audio dei Linkin Park.

## Trama
Il gioco mette in scena una trama in cui i giocatori mirano a sconfiggere PixxelKorp, un "impero del male ad alta definizione che ha assunto il mondo a 8 bit". I giocatori assumono missioni che li conducono attraverso sei distretti, ognuno dei quali presenta un membro del gruppo che indica la missione che il giocatore è tenuto a compiere.
Quando il gioco viene completato il giocatore ha la possibilità di sbloccare il brano inedito Blackbirds con il relativo videoclip. La canzone è stata inserita successivamente nell'edizione deluxe di A Thousand Suns per iTunes.

## Colonna sonora
Il gioco include le canzoni più famose dei Linkin Park realizzate in versione 8-bit:
1. One Step Closer 8 bit
2. Crawling 8 bit
3. In the End 8 bit
4. Faint 8 bit
5. QWERTY 8 bit
6. Hands Held High 8 bit
7. No More Sorrow 8 bit
8. New Divide 8 bit
9. Apartment Theme (bonus)
10. Mall Theme (bonus)
11. Preboss Theme (bonus)
12. Boss Theme (bonus)
13. Blackbirds
14. Blackbirds (video)